# 修德堂
修德堂原为东山望族严氏祖宅，位于江苏省苏州市吴中区东山镇莫厘村翁巷太平村，建于清代。现存建筑面积1081平方米，分为东西二路，业已年久失修。2008年9月28日，这处古建筑曾进行拍卖，因无买家举牌而流拍。2014年5月12日公布为苏州市文物保护单位。